# 國道279號 (日本)
國道279號（日语： Kokudō Nihyaku nana-jukyūgō）是位於日本青森縣與北海道的一般國道，中間有津轻海峡分隔。國道279號全長134.0（83.3英里），起於北海道函館市與國道5號的路口，途中經津輕海峽渡輪穿越津輕海峽至青森縣大間町，然後繼續沿青森縣東部南行，經過陸奧市，並終於青森縣野邊地町與國道4號的路口。
國道279號位於青森縣的路段大致沿襲田名部街道的走綫。田名部街道是日本東北的脇往還，可通往日本三大靈場之一的恐山。

## 走綫

### 北海道
國道279號北海道段全長1.8（1.1英里），始於函館市中部函館車站以東與國道5號的路口，並在市内先向西南方行走，再轉向西北方，後轉向東北方，終於津輕海峽渡輪函館碼頭（ Tsugaru Kaikyō Ferī Hakodate Tāminaru）舊址（碼頭今址位於函館車站以西北），終點處現為零售區。除終點處附近100（330英尺）長的一段外，國道279號北海道段的路中央亦有函館市電本綫行走。

### 青森縣

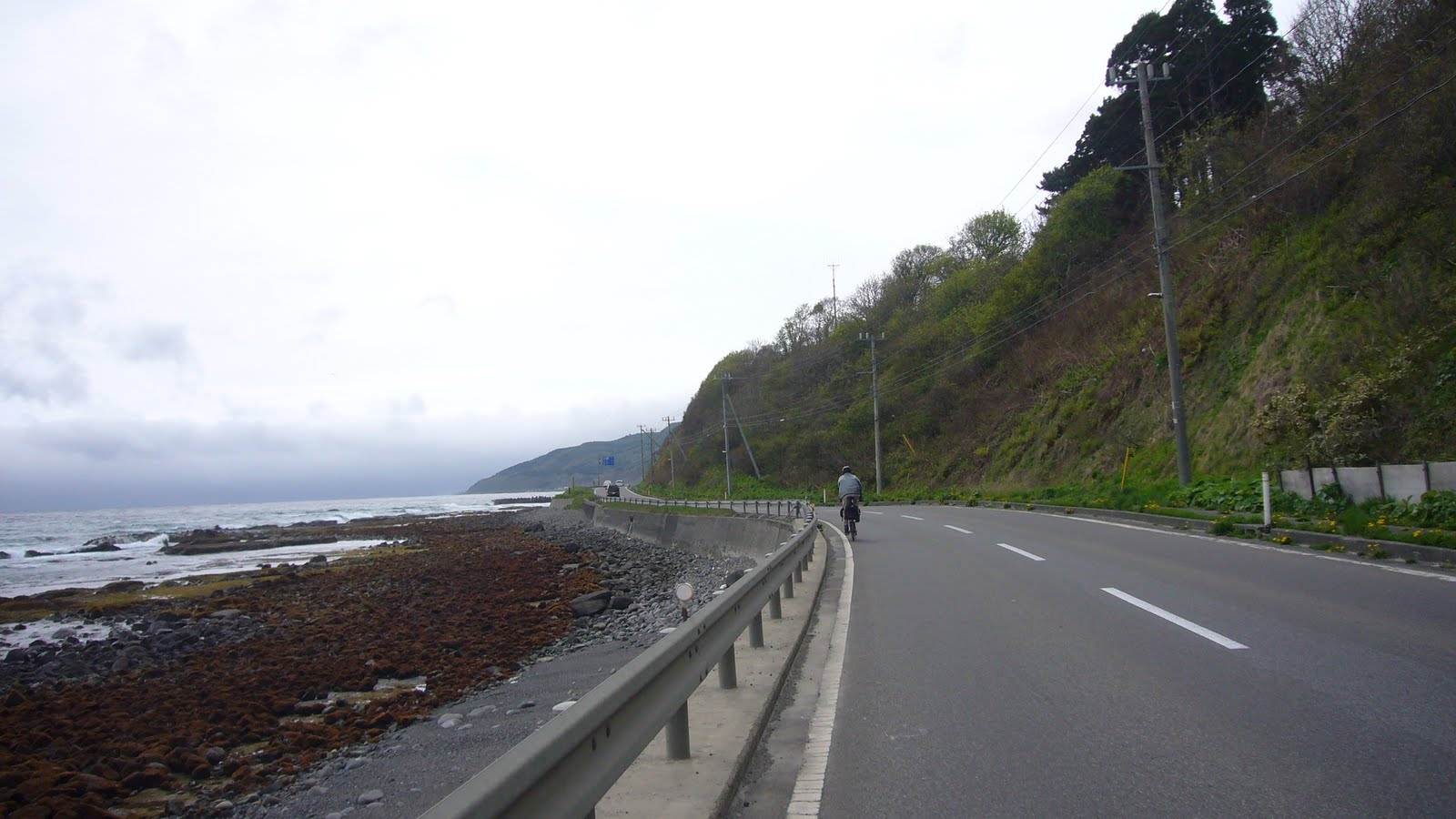
津轻海峡沿岸的國道279號

國道279號經津輕海峽渡輪南渡津輕海峽前往位於青森縣東北部下北半島的大間町，而其自北海道段北端終點至青森縣大間町的路段均與國道338號共綫。兩條國道於此後雖同前往陸奧市，惟仍分道揚鑣，其中前者向東南行，而後者則向南行。國道279號青森縣段又以生長在日本海灘上的玫瑰為名，稱「玫瑰綫」（ Hamanasu rain）。
國道279號於陸奧市先與其繞道陸奧繞道交匯，再與國道338號於市中心再有一小段共綫，後於陸奧繞道南端與國道338號再分道揚鑣。此後，國道338號向東南行並越至下北半島的另一側，而國道279號則向南行往橫濱町與位於下北半島南部的野邊地町。國道279號於三保川（ Mihogawa）北岸設有道之驛（即道之驛橫濱）。國道279號橫濱町至野邊地町段與其繞道下北半島縱貫道路基本平行，而後者現已取代前者成為橫濱町與野邊地町之間的主要連接道路。兩者於橫濱町南部交匯，其中前者沿陸奧灣南行，而後者的走綫則更靠近内陸並經過六所村。國道279號進入野邊地町後向西南行，在穿過人煙稀少的沿海林地後進入町中心，然後再轉向南彎曲，並在經過野邊地町役場後終於與國道4號的路口。

### 年平均每日交通流量
日本國土交通省道路局為國道279號的維護單位，亦於每5年對日本國内的高速公路與一般國道進行年平均每日交通流量調查。2015年（平成二十七年），國道279號車流量最大之處為其與青森縣道7號陸奧東通線的路口，平均每日交通流量為9,440車輛架次，而車流量最小之處則為其自津輕海峽渡輪大間碼頭（ Tsugaru Kaikyō Ferī Ōma Tāminaru）至與國道338號於大間町的路口一段，平均每日交通流量僅為1,337車輛架次。

## 歷史

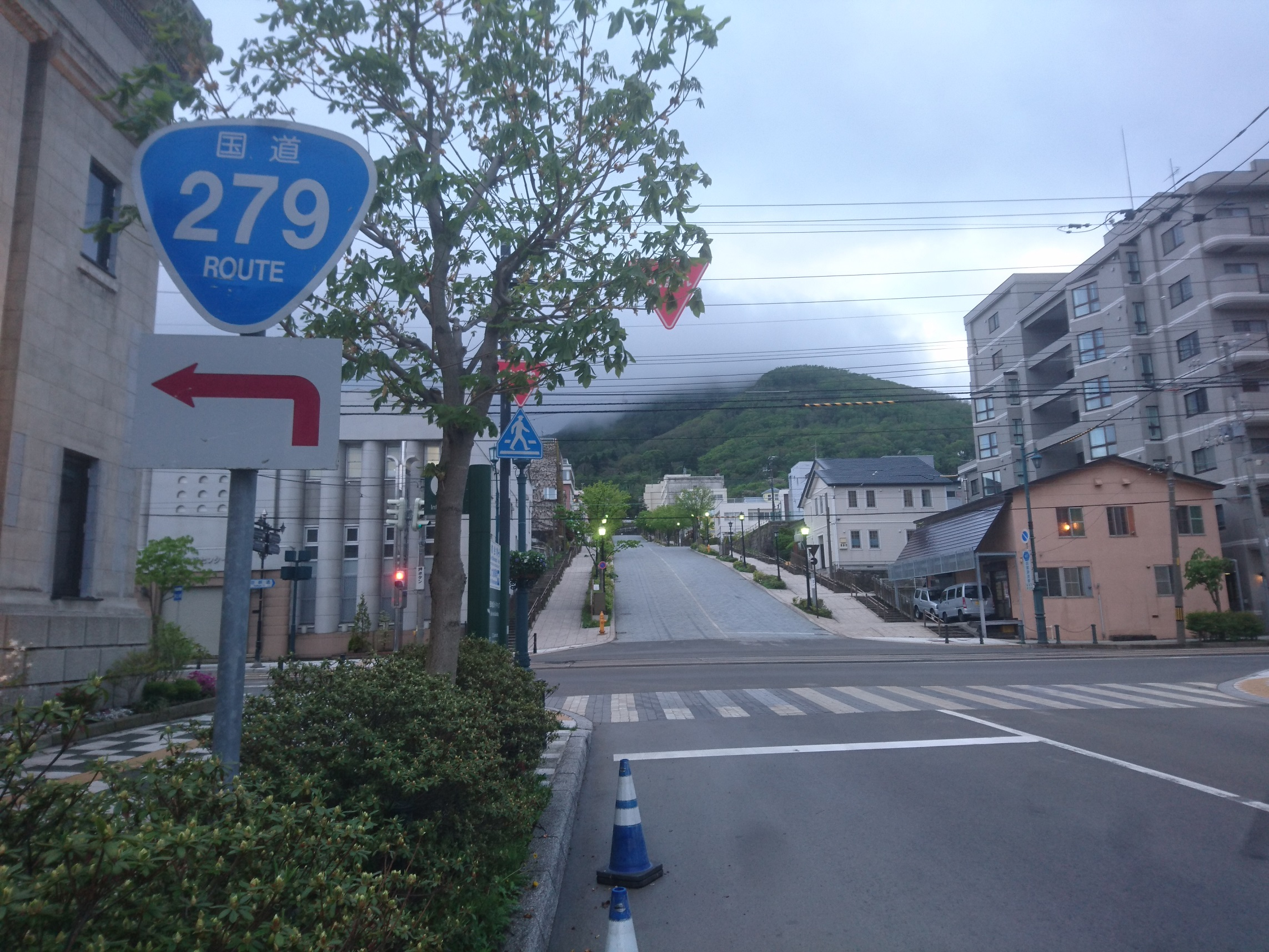
國道279號近函館市津輕海峽渡輪函館碼頭舊址

國道279號的前身為江户时代南部氏所建立的田名部街道，為奧州街道（今國道4號）的支路，是自野邊地宿場前往位於田名部町（今陸奧市的一部分）附近的恐山的佛寺與民間信仰朝聖點的參詣路。恐山與高野山、比叡山並稱“日本三大靈場”，阿伊努人信仰與日本佛教均相信其為通往極樂世界的神秘大門。該道路最早於1647年（正保四年）即見於地圖，而在1699年（元祿十二年）南部氏製作的地圖中首次被標記為“田名部街道”。沿田名部街道至恐山的朝聖路綫的出現最早可以追溯至862年（貞觀四年），惟至今仍未確定在南部氏建立田名部街道前該處是否已有獲養護的道路。
日本內閣於1970年（昭和四十五年）正式指定野邊地町與大間町之間的田名部街道、連接大間町與函館市的渡輪，以及函館市内的一小段道路為國道279號。自國道279號獲指定以來，日本政府多次為其建造繞道，其中包括現未完工、來往野邊地町與橫濱町的下北半島縱貫道路，以及位於陸奧市的二枚橋繞道（ Nimaibashi baipasu）。2012年（平成二十四年）2月1日，青森縣的暴風雪使329人於國道279號上受困。2021年（令和三年）8月10日，日本稱為颱風9號（ Taifū Kyūgō）的熱帶風暴盧碧轉化為低气压後引發大雨，位於陸奧市的小赤川橋因而局部倒塌，並被禁止通行。

## 主要交匯處
| 北海道                                     | 函館市   | 0.0       | 0.0       | 國道5號／國道278號北行至札幌市、長萬部町、惠山                  | 國道北端，國道338號共綫北端 |
| 北海道                                     | 函館市   | 1.2       | 0.75      | 北海道道675号立待岬函馆停车场线                                 |                             |
| 北海道                                     | 函館市   | 1.7       | 1.1       | 北海道道457号函馆渔港线                                         |                             |
| 津轻海峡                                   | 津轻海峡 | 1.8– 28.8 | 1.1– 17.9 | 津輕海峽渡輪                                                    | 津輕海峽渡輪                |
| 青森縣                                     | 大間町   | 30.0      | 18.6      | 國道338號南行至佛浦、佐井村                                     | 國道338號共綫南端           |
| 青森縣                                     | 陸奧市   | 60.3      | 37.5      | 青森縣道4號陸奧恐山公園大畑線至恐山                             |                             |
| 青森縣                                     | 陸奧市   | 69.7      | 43.3      | 青森縣道266號關根蒲野澤線東行至尻屋崎                           |                             |
| 青森縣                                     | 陸奧市   | 74.5      | 46.3      | 國道279號 (陸奧繞道)南行                                        |                             |
| 青森縣                                     | 陸奧市   | 75.3      | 46.8      | 國道338號 (大湊繞道)                                            |                             |
| 青森縣                                     | 陸奧市   | 76.0      | 47.2      | 青森縣道6號陸奧尻屋崎線                                         |                             |
| 青森縣                                     | 陸奧市   | 76.5      | 47.5      | 國道338號北行                                                   | 國道338號共綫北端           |
| 青森縣                                     | 陸奧市   | 76.9      | 47.8      | 青森縣道6號陸奧尻屋崎線北行至尻屋崎                             |                             |
| 青森縣                                     | 陸奧市   | 77.2      | 48.0      | 國道279號 (陸奧繞道)北行、國道338號南行至八戶市、三澤市         | 國道338號共綫南端           |
| 青森縣                                     | 陸奧市   | 78.6      | 48.8      | 青森縣道4號陸奧恐山公園大畑線北行至恐山、中陸奧                 |                             |
| 青森縣                                     | 陸奧市   | 91.1      | 56.6      | 青森縣道7號陸奧東通線東行至小田野澤（ Odanosawa）               |                             |
| 青森縣                                     | 橫濱町   | 103.5     | 64.3      | 青森縣道179號泊陸奧橫濱停車場線至橫濱町役場、陸奧橫濱站、六所村 |                             |
| 青森縣                                     | 橫濱町   | 105.8     | 65.7      | 青森縣道179號泊陸奧橫濱停車場線北行至橫濱町役場、陸奧橫濱站     |                             |
| 青森縣                                     | 橫濱町   | 111.4     | 69.2      | 國道279號 (下北半島縱貫道路)南行至青森市、十和田市              | 橫濱吹越交匯處              |
| 青森縣                                     | 野邊地町 | 121.9     | 75.7      | 青森縣道180號尾駮有戶停車場線東行至六所村、野邊地北交匯處       |                             |
| 青森縣                                     | 野邊地町 | 128.2     | 79.7      | 青森縣道5號野邊地六所線東行至六所村、野邊地木明交匯處           |                             |
| 青森縣                                     | 野邊地町 | 131.7     | 81.8      | 青森縣道243號馬門野邊地線西行至青森市                           |                             |
| 青森縣                                     | 野邊地町 | 132.4     | 82.3      | 青森縣道246號水喰野邊地線東行至水喰（ Mizuhami）                |                             |
| 青森縣                                     | 野邊地町 | 133.0     | 82.6      | 青森縣道178號野邊地停車場線                                     |                             |
| 青森縣                                     | 野邊地町 | 134.0     | 83.3      | 國道4號／國道45號至十和田市、七戶町、青森市、七戶十和田車站     | 國道南端，國道45號未有標記  |
| 1.000英里＝1.609公里；1.000公里＝0.621英里 |          |           |           |                                                                 |                             |

## 輔路

### 下北半島縱貫道路
下北半島縱貫道路為國道279號的未完工暫定2車線高速公路繞道。下北半島縱貫道路自橫濱町南行，途徑六所村與野邊地町，現終於與國道4號的路口。下北半島縱貫道路位於陸奧市的一小段則於2019年（令和元年）12月啓用。下北半島縱貫道路在完工後全長68（42英里），起自陸奧市南部、終於七戶町。

### 陸奧繞道
陸奧繞道為國道279號於陸奧市中心的繞道，全長2.2（1.4英里）。陸奧繞道於其北端自國道279號主綫分離，向東南行並跨越女館川（ Jotachi kawa）其後與國道338號的繞道大湊繞道交匯。此後，陸奧繞道繼續向南行，並與其主綫平行，直至終點，即其與國道279號、國道338號的共同路口。

## 外部連結
- http://hgf03030.a.la9.jp/300/R279/R279.htm （页面存档备份，存于）（日語）